# Francesco Primaticcio
Francesco Primaticcio, auf Französisch genannt Le Primatice, (* 30. April 1504 in Bologna; † 1570 in Paris) war ein italienischer Maler, Bildhauer und Architekt des Manierismus und ein Mitbegründer der Schule von Fontainebleau.

## Leben

Raub der Helena, um 1530–1539, Durham, Bowes Museum

Primaticcio arbeitete seit 1525 unter Giulio Romano an der Ausgestaltung des Palazzo del Te in Mantua. 1532 kam er auf Einladung des französischen Königs Franz I. nach Fontainebleau. Dort arbeitete er an der Seite Rossos an der Ausgestaltung des Schlosses, der bevorzugten Residenz des französischen Königs. Als Rosso 1540 starb, hielt sich Primaticcio gerade in Rom auf, um Antiken zu kaufen und Gipsabdrücke berühmter antiker Skulpturen zu machen, die in Fontainebleau nachgegossen werden sollten. Hier lernte er Vignola kennen, der ihm für eine kurze Zeit nach Frankreich folgte.
Nach seiner Rückkehr nach Frankreich übernahm er Rossos Aufgaben als Leiter der Bau- und Dekorationsarbeiten in Fontainebleau. In der Folge entfaltete er eine reiche und vielfältige Tätigkeit. Zu seinen Aufgaben zählte die Überwachung der Bronzegüsse nach den aus Rom mitgebrachten Gipskopien, darunter die Laokoongruppe für die königliche Skulpturensammlung. Er leitete die graphische Werkstatt mit ihrer reichen Produktion nach seinen eigenen Vorlagen und nach denen von Rosso, Luca Penni und anderen. Die Aufsicht über die Teppichweberei von Fontainebleau und Entwürfe für die Wandteppiche gehörten ebenfalls zu seinen Aufgaben. Er entwarf die Grotten im Schloss und führte die Dekorationen aus für die Galerie des Ulysses, die im Jahre 1738 zerstört wurde, für das Schlafzimmer der Favoritin des Königs, der Herzogin d’Étampes, ebenfalls nicht mehr erhalten und für eine Folge von Bade- und Aufenthaltsräumen, die sich unterhalb der Galerie Francois Ier befanden, und die ebenfalls nicht erhalten sind. Diese Baderäume waren luxuriös und in bewusster Anknüpfung an die römische Badekultur ausgestattet. Hier befanden sich Meisterwerke der königlichen Gemäldesammlung, wie die Felsgrottenmadonna von Leonardo da Vinci oder die Caritas von Andrea del Sarto. Die Gemälde waren in Rahmen aus Stuck eingepasst. Das Aussehen dieser Räume ist nur durch einzelne vorbereitende Zeichnungen und durch Stiche überliefert.
Der Nachfolger Franz I., sein Sohn Heinrich II., der 1547 den Thron bestieg und bis 1559 regierte, bevorzugte andere Schlösser als die Lieblingsresidenz seines Vaters, und er beschäftigte andere Künstler, vorwiegend französischer Herkunft, die allerdings in der Regel in Fontainebleau ausgebildet worden waren. Der Schwerpunkt seiner Kunstförderung verlagerte sich nach Paris. Primaticcio dekorierte zwar zwischen 1552 und 1556 die Galerie Henri II. in Fontainebleau, fand jetzt aber auch Zeit, für private Auftraggeber zu arbeiten, vor allem für die Guisen. Für das Pariser Schloss des Herzogs von Guise malte er die Kapelle mit einer Anbetung der Könige aus, die, wie so viele seiner Fresken, zerstört worden ist.
Nach dem Tod Heinrichs II. im Jahre 1559 erhielt er von der Witwe Katharina von Medici, die Primaticcios Werke schätze, wieder Aufträge. Er folgte dem von Henri II. als Aufseher der königlichen Bauten eingesetzten Philibert de l’Orme in das Amt. In dieser Funktion beaufsichtigte er die Baumaßnahmen in den königlichen Schlössern, deren Ausmalung sowie die Arbeit der Bildhauer, die an den Grabmälern für die Könige in der Kathedrale von Saint-Denis arbeiteten.

## Werke
- Galerie des Ulysses, Fontainebleau, 1738 zerstört
- Schlafzimmer der Herzogin von Étampes, Fontainebleau, zu großen Teilen zerstört
- Aile de la belle cheminée, Fontainebleau, 1568
- Kapelle der Valois in Saint-Denis
- Château neuf des Schlosses Saint-Germain-en-Laye, mit Unterbrechungen von 1558 bis 1570
- Entwurf Doppelkopf, Bronze, 56 cm hoch, zwischen 1543 und 1570. Provenienz: Sammlung Saint-Laurent/Bergé, dann Alexis Kugel